# Prins Joseph Wenzel, arvprins av Liechtenstein
Joseph Wenzel Maximilian Maria von und zu Liechtenstein, född 24 maj 1995 i London är prins av Liechtenstein och greve av Rietberg. Han är äldste son till arvprinsen Alois av Liechtenstein och Sophie av Bayern och är på andra plats i den liechtensteinska tronföljden.
Prinsen stammar på mödernet från huset Wittelsbach.
Prins Joseph Wenzel tog examen från Malvern College i Worcestershire, England 2014. Därefter var han praktikant i USA:s senat samt tillbringade en tid i Peru och Bolivia.